# 示瑪
示瑪（羅馬化：Šəmaʿ Yīsrāʾēl/Shema Yisrael/Sh'ma Yisrael/Shema   ），是猶太教禱文，意思是「以色列啊！你要聽」。示瑪作為每日禱文，第一节经文概括了犹太教一神论：「以色列啊！你要聽，耶和華我們的神是獨一的主」（希伯來語：שְׁמַע יִשְׂרָאֵל יְהוָה אֱלֹהֵינוּ יְהוָה אֶחָֽד׃）。 
示瑪是犹太教祈祷中最重要的部分，每天两次背誦為誡命。此外，犹太传统認為示瑪是最後的言詞，而父母需教導孩子在睡前唱頌示瑪。 
隨著拉比猶太教的擴展，示瑪包含申命记6:4–9；其後，衍生的第二示瑪包含申命记11:13–21；第三示瑪包含民数记15:37–41 。這些禱文分别在妥拉讀經篇的懇求篇 、 由於篇和派遣篇中。

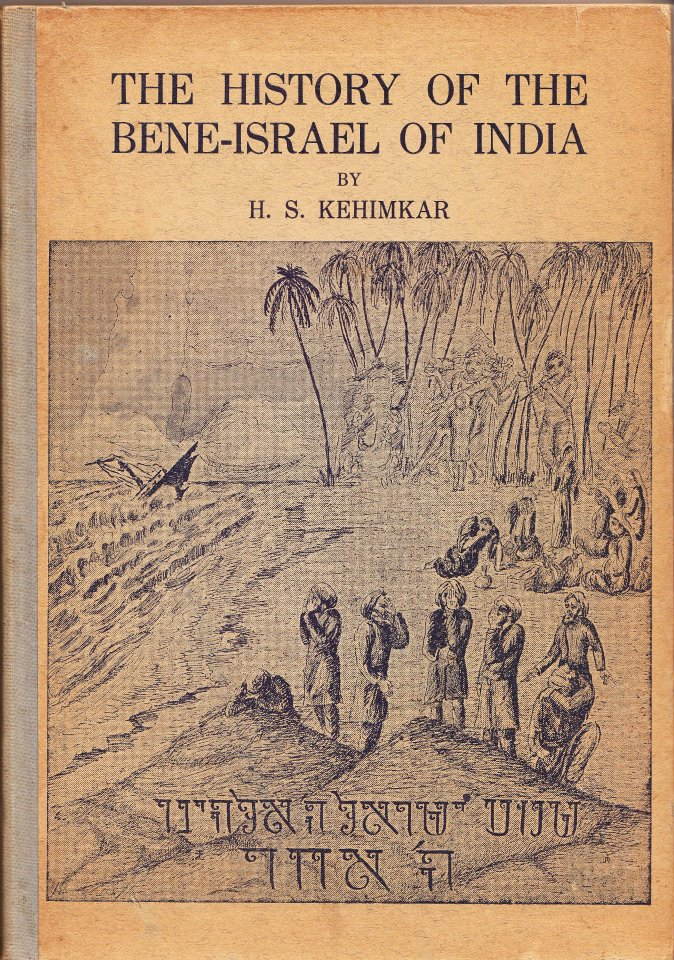
印度犹太人正以頌禱「示瑪」（Shema Yisrael），插图在书的封面上

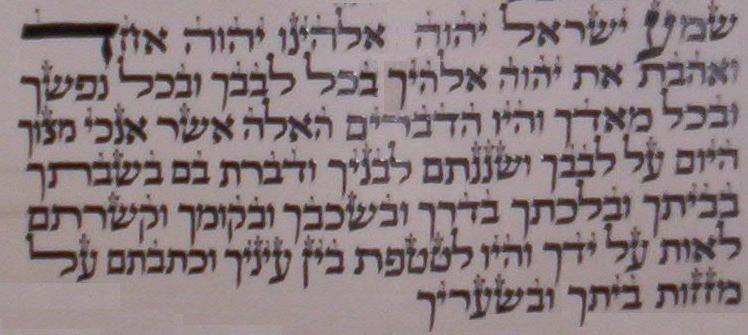
在經文護符匣中《示瑪》的第一段

## 睡前示玛
睡觉前，會背诵示瑪的首段。來自申命記的诫命，也是「在床上的時候要心裡思想，並要肅靜。」。
某些習俗有朗誦所有三段，包含诗篇、Tachanun和其他祈祷文的一些片段。这被称为[K'riat Shema she-al ha-mitah] 错误：{{Lang}}：缺少语言标签（帮助）。根據阿里拉比的分析，《普通人的書》也談及禱文能夠清洗罪惡。 

## 基督教
示瑪，是新约中引用的旧约句子之一。馬可福音中，耶稣兩條最大誡命，第一條便來自示瑪的開篇勸告，并与第二条诫命相关联：“耶穌回答說：第一要緊的就是說：以色列阿，你要聽，主─我們神是獨一的主。你要盡心、盡性、盡意、盡力愛主─你的神。其次就是說：要愛人如己。”路加福音提及相同事件時，以“你要愛”（[ve'ahavta] 错误：{{Lang}}：缺少语言标签（帮助））開頭，串聯申命記與利未記的两节经文，使「愛」成為文化實踐及討論的部分。
神学家Carl Friedrich Keil和弗朗茨·德利茨指出，“心是最先提到的（在申命記 6:5 中），作为一般情感的所在，尤其是爱的所在；然后是灵魂（ [nephesh] 错误：{{Lang}}：缺少语言标签（帮助）），作为人的核心，将爱描述需遍及整个自我；為此添加條件，“盡力”，即灵與肉。 
基督教礼拜仪式，也在三位一体的教義下，納入示瑪。在天主教的日课中，每周六的夜间祈祷或靜夜頌都會朗誦示瑪 ，从而结束祈祷。 1962年以来，加拿大使用的圣公会公禱书中包含示瑪。  2012年以来，公禱書的圣公会版本，除了加拿大天主教會，也在羅馬天主教徒中背诵。
英国圣公会，和Celtic Orthodox Church，以十诫名義，在日課中使用示瑪。 